# Раденка (река)
Раденка је река, лева саставница Брњичке реке, дужине 6,6km и површине слива 20,5km².
Извире у крашком терену на 440 м.н.в. (под називом Вукосава), тече према западу, затим мења назив и правац - тече према северу све до спајања са Кључатом. Слив реке се налази изван граница НП Ђердап.
На десној страни слива доминирају кречњачки терени, те има појава крашког рељефа, као и понорница. Највећа притока је Дерезна (2,9km).